# Ebenshausen
Ebenshausen is een plaats en was een gemeente in de Duitse deelstaat Thüringen, en maakt deel uit van de Wartburgkreis.
Ebenshausen telt 194 inwoners (2018).
Ebenshausen is op 1 januari 2020 opgegaan in de nieuwgevormde gemeente Amt Creuzburg.